# Salussola
Salussola é uma comuna italiana da região do Piemonte, província de Biella, com cerca de 2.030 habitantes. Estende-se por uma área de 39 km², tendo uma densidade populacional de 52 hab/km². Faz fronteira com Carisio (VC), Cavaglià, Cerrione, Dorzano, Massazza, Roppolo, Verrone, Villanova Biellese.

## Demografia
| Variação demográfica do município entre 1861 e 2011                               |
|                                                                                   |
| Fonte: Istituto Nazionale di Statistica (ISTAT) - Elaboração gráfica da Wikipedia |